# Station Sint-Katelijne-Waver
Station Sint-Katelijne-Waver is een spoorwegstation langs spoorlijn 25 (Brussel - Antwerpen) in de gemeente Sint-Katelijne-Waver.
De dorpskern van Sint-Katelijne-Waver is iets verder gelegen; het De Nayer Instituut ligt wel vlak bij het station.

## Stationsgebouw
Het eerste stationsgebouw dateert uit 1880. Een nieuw stationsgebouw, ontworpen door architect Paul Nouille, werd in gebruik genomen in 1931. Dit gebouw bestond uit drie delen: een dienstruimte, een dienstwoning en toiletten; alle drie met een zadeldak. De dienstwoning had twee dakkapellen versierd met vakwerk. Het portaal werd door de architect geaccentueerd door het gebruik van geometrische vormen.
Na een inbraak eind december 2003 werden het loket en de wachtzaal prompt gesloten. Het station is sindsdien een stopplaats en de reizigers dienen hun ticket aan een automaat of op de trein te kopen.
Ook in 2012 gebeurden er meermaals inbraken.
Anno 2021 werd het stationsgebouw gesloopt.

## Parkeerfaciliteiten
In het kader van het Minder hinder-plan van de Vlaamse overheid, om de overlast tijdens de werken aan de Antwerpse Ring te beperken, zorgde de NMBS in 2004 voor 100 extra parkeerplaatsen aan het station van Sint-Katelijne-Waver.

## Treindienst
| Serie | Treinsoort             | Route                                                                                              | Bijzonderheden |
| ----- | ---------------------- | -------------------------------------------------------------------------------------------------- | --- |
| S 1   | S-trein Brussel (NMBS) | Charleroi-Centraal – /Nijvel – Brussel-Zuid – Mechelen – Sint-Katelijne-Waver – Antwerpen-Centraal | Op zondag een deel Brussel-Noord - Nijvel en een deel Brussel-Zuid - Antwerpen-Centraal. Tijdens de week eerste en laatste ritten van/naar Charleroi-Centraal. |

## Galerij

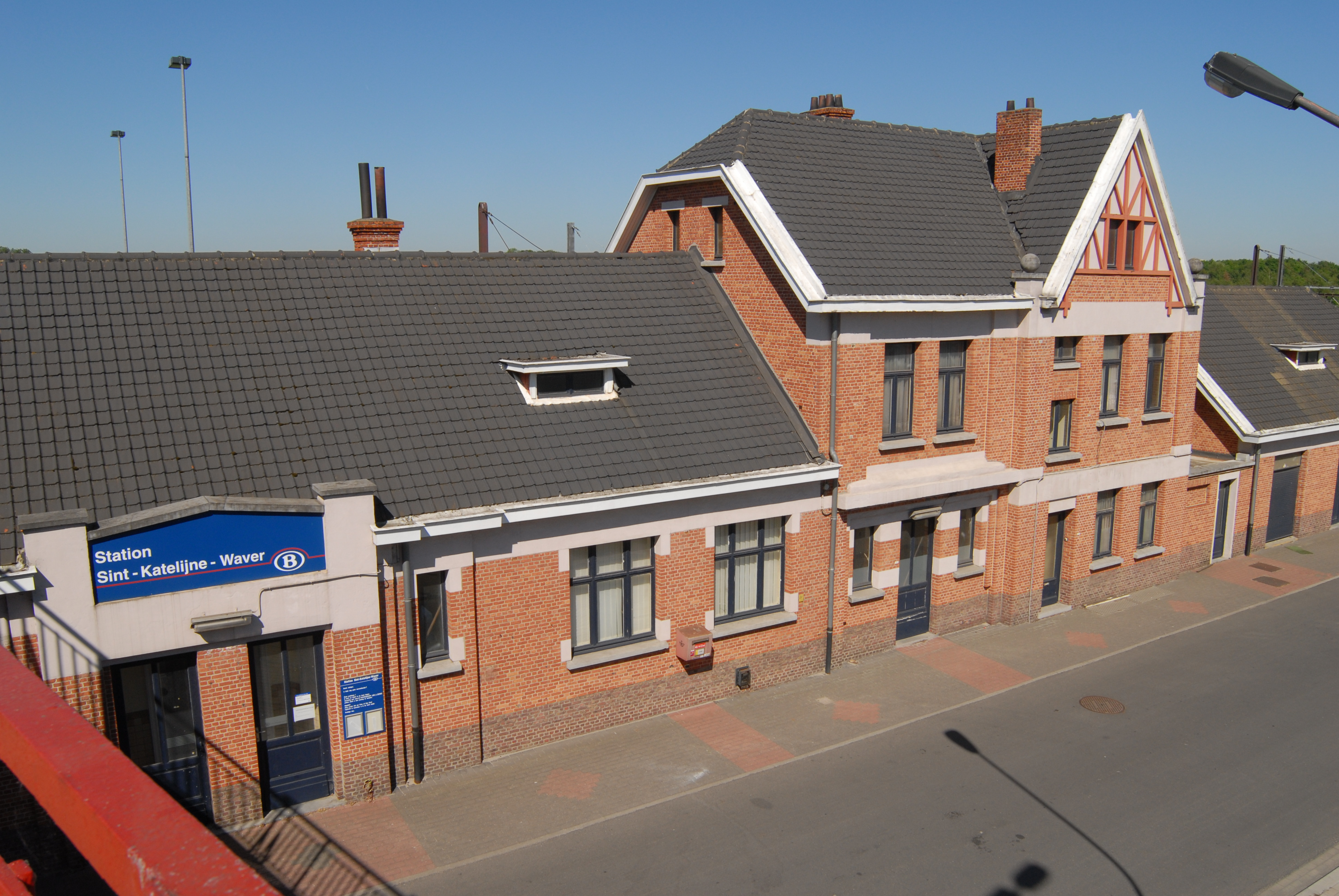
Het voormalige stationsgebouw
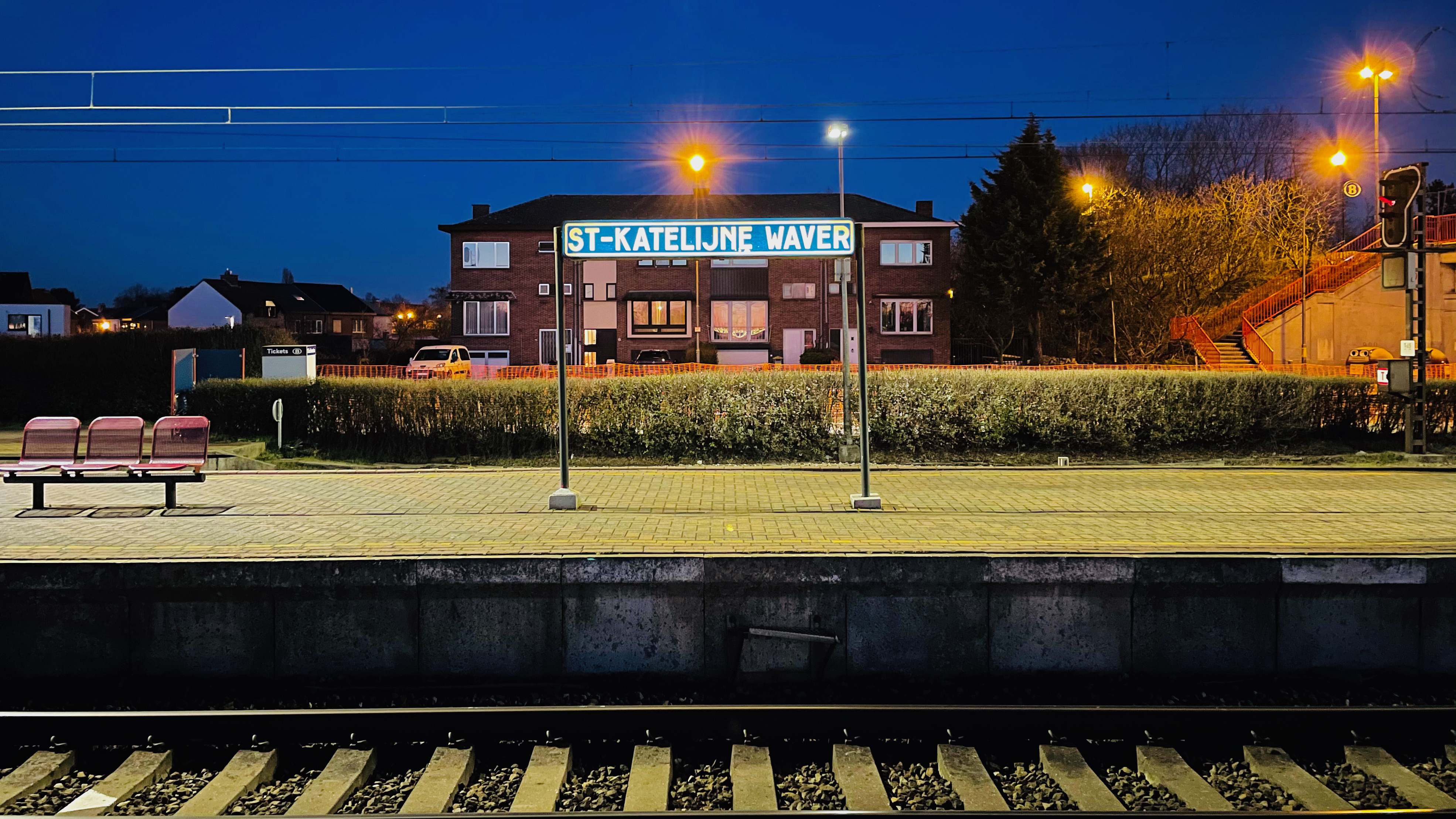
Naambord op een perron
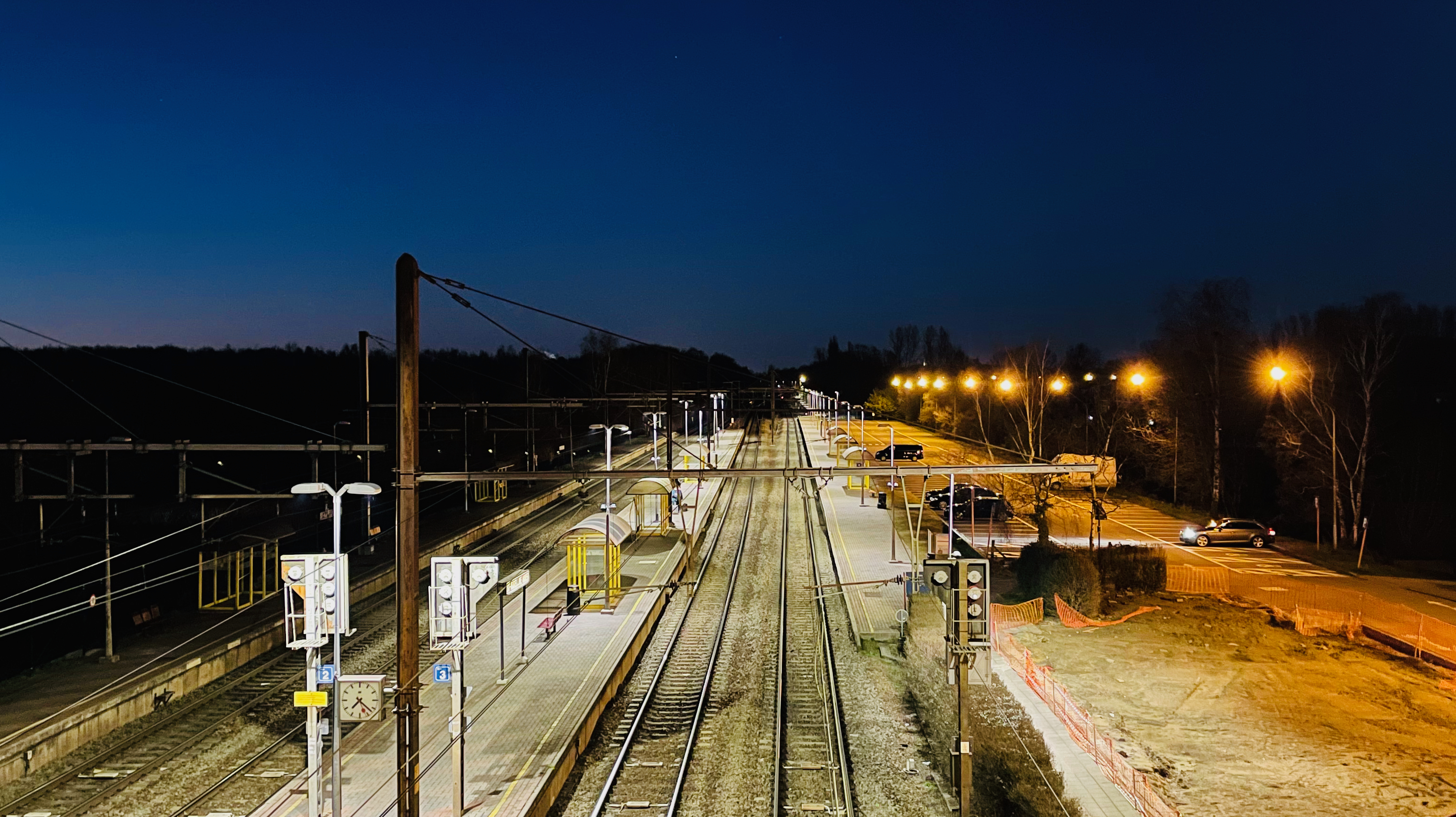
Zicht op de sporen

## Reizigerstellingen
De grafiek en tabel geven het gemiddeld aantal instappende reizigers weer op een week-, zater- en zondag.
| Tabel: aantal instappende reizigers station Sint-Katelijne-Waver | Tabel: aantal instappende reizigers station Sint-Katelijne-Waver | Tabel: aantal instappende reizigers station Sint-Katelijne-Waver | Tabel: aantal instappende reizigers station Sint-Katelijne-Waver |
|                                                                  | Weekdag                                                          | Zaterdag                                                         | Zondag                                                           |
| ---------------------------------------------------------------- | ---------------------------------------------------------------- | ---------------------------------------------------------------- | ---------------------------------------------------------------- |
| 1977                                                             | 574                                                              | 104                                                              | 68                                                               |
| 1978                                                             | 620                                                              | 102                                                              | 72                                                               |
| 1979                                                             | 642                                                              | 143                                                              | 83                                                               |
| 1980                                                             | 561                                                              | 151                                                              | 106                                                              |
| 1981                                                             | 684                                                              | 143                                                              | 119                                                              |
| 1982                                                             | 939                                                              | 128                                                              | 110                                                              |
| 1983                                                             | 1 103                                                            | 122                                                              | 60                                                               |
| 1984                                                             | 984                                                              | 101                                                              | 66                                                               |
| 1985                                                             | 1 116                                                            | 43                                                               | 67                                                               |
| 1986                                                             | 947                                                              | 92                                                               | 70                                                               |
| 1987                                                             | 948                                                              | 95                                                               | 100                                                              |
| 1988                                                             | 955                                                              | 99                                                               | 70                                                               |
| 1989                                                             | 942                                                              | 85                                                               | 73                                                               |
| 1990                                                             | 940                                                              | 115                                                              | 67                                                               |
| 1991                                                             | 947                                                              | 94                                                               | 80                                                               |
| 1992                                                             | 867                                                              | 99                                                               | 76                                                               |
| 1993                                                             | 734                                                              | 107                                                              | 70                                                               |
| 1994                                                             | 729                                                              | 84                                                               | 48                                                               |
| 1995                                                             | 597                                                              | 85                                                               | 77                                                               |
| 1996                                                             | 749                                                              | 108                                                              | 115                                                              |
| 1997                                                             | 793                                                              | 153                                                              | 104                                                              |
| 1998                                                             | 758                                                              | 136                                                              | 74                                                               |
| 1999                                                             | 647                                                              | 137                                                              | 72                                                               |
| 2000                                                             | 750                                                              | 174                                                              | 109                                                              |
| 2001                                                             | 730                                                              | 114                                                              | 66                                                               |
| 2002                                                             | 678                                                              | 189                                                              | 101                                                              |
| 2003                                                             | 729                                                              | 143                                                              | 107                                                              |
| 2004                                                             | 817                                                              | 152                                                              | 74                                                               |
| 2005                                                             | 849                                                              | 153                                                              | 155                                                              |
| 2006                                                             | 907                                                              | 162                                                              | 166                                                              |
| 2007                                                             | 941                                                              | 166                                                              | 154                                                              |
| 2008                                                             | -                                                                | -                                                                | -                                                                |
| 2009                                                             | 908                                                              | 166                                                              | 100                                                              |
| 2010                                                             | -                                                                | -                                                                | -                                                                |
| 2011                                                             | -                                                                | -                                                                | -                                                                |
| 2012                                                             | 870                                                              | 162                                                              | 120                                                              |
| 2013                                                             | 893                                                              | 162                                                              | 114                                                              |
| 2014                                                             | 951                                                              | 122                                                              | 141                                                              |
| 2015                                                             | 962                                                              | 169                                                              | 127                                                              |
| 2016                                                             | 835                                                              | 142                                                              | 112                                                              |
| 2017                                                             | 853                                                              | 177                                                              | 167                                                              |
| 2018                                                             | 860                                                              | 210                                                              | 148                                                              |
| 2019                                                             | 933                                                              | 225                                                              | 164                                                              |
| 2020                                                             | 554                                                              | 169                                                              | 101                                                              |
| 2021                                                             | -                                                                | -                                                                | -                                                                |
| 2022                                                             | 875                                                              | 328                                                              | 221                                                              |
| 2023                                                             | 767                                                              | 395                                                              | 312                                                              |
| 2024                                                             | 774                                                              | 355                                                              | 242                                                              |

0,0: Brussel-Groendreef ·
0,0: Brussel-Noord ·
2,4: Schaarbeek ·
7,3: Buda ·
9,4: Vilvoorde ·
13,6: Eppegem ·
15,9: Weerde ·
19,5: Mechelen-Kanaal ·
20,4: Mechelen ·
22,0: Mechelen-Nekkerspoel ·
26,5: Sint-Katelijne-Waver ·
28,9: Duffel ·
33,8: Kontich-Lint ·
36,2: Hove ·
38,1: Mortsel-Oude-God ·
39,7: Mortsel-Deurnesteenweg ·
39,7: Mortsel ·
41,8: Antwerpen-Berchem ·
43,8: Antwerpen-Centraal ·
47,6: Antwerpen-Luchtbal
0,0: Brussel-Noord ·
2,4: Schaarbeek ·
7,2: Machelen ·
9,4: Vilvoorde ·
13,6: Eppegem ·
15,9: Weerde ·
19,5: Mechelen-Kanaal ·
20,4: Mechelen ·
22,0: Mechelen-Nekkerspoel ·
26,5: Sint-Katelijne-Waver ·
28,9: Duffel ·
33,8: Kontich-Lint ·
36,2: Hove ·
38,2: Mortsel-Liersesteenweg ·
39,8: Mortsel ·
41,8: Antwerpen-Berchem ·
43,8: Antwerpen-Centraal